# Bagisarinae
Bagisarinae es una subfamilia de polillas perteneciente a la familia Noctuidae.

## Géneros
- Amyna
- Androlymnia
- Bagisara
- Chasmina
- Cydosia
- Oglasa
- Ramadasa
- Sphragifera
- Xanthodes